# Pussy Riot

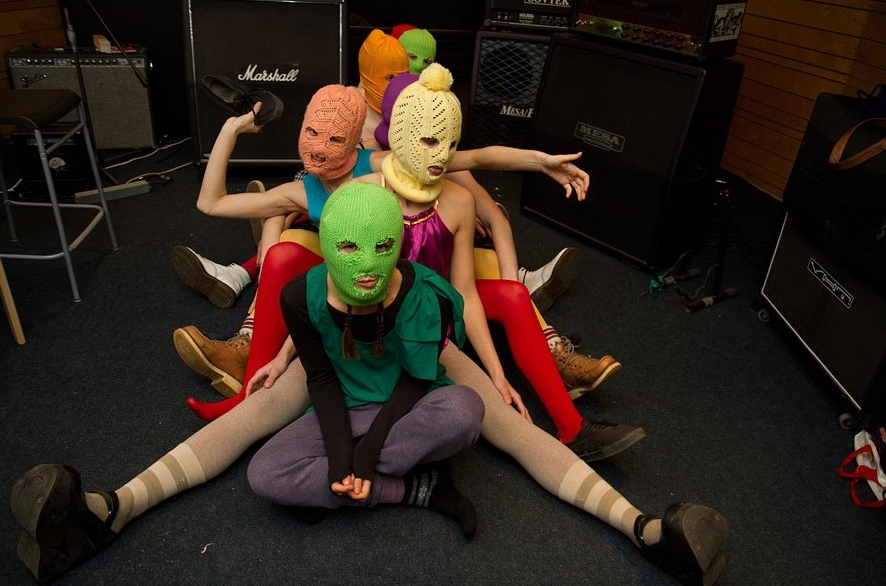
Репетиция Pussy Riot, февраль 2012

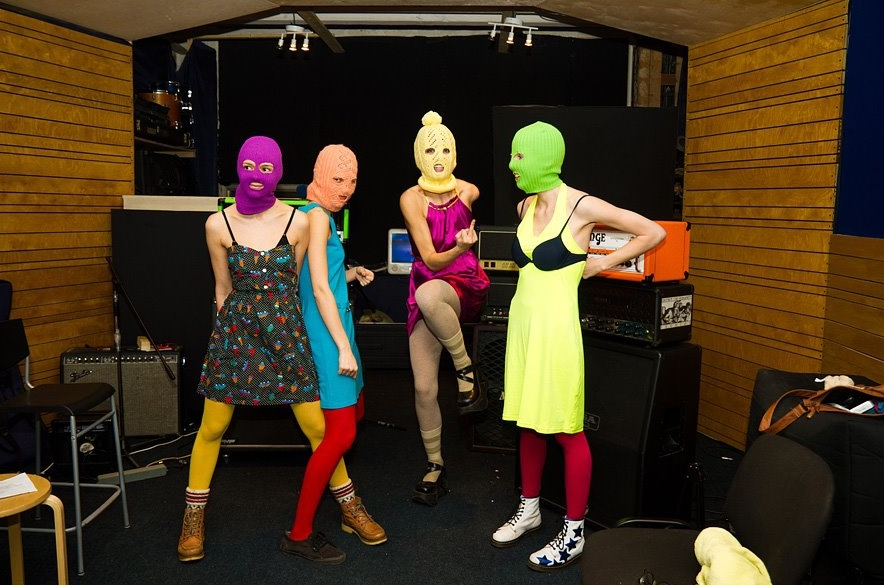
Репетиция Pussy Riot, февраль 2012

Pussy Riot (произносится: /ˈpʊsɪ ˈɹaɪ.ət/, «Пу́сси Ра́йот») — российская феминистская панк-рок-группа, действующая c 2011 года на принципах анонимности. Группа проводит свои выступления в форме несанкционированных акций в общественных местах. Проект не предусматривает постоянного состава.

## Название группы
Российская панк-группа взяла себе английское название Pussy Riot (МФА [ˈpʊs.i ˈɹaɪ.ət], «Пу́сси Ра́йот»). Участницам группы, по словам одной из них, хорошо известно как о вульгарных подтекстах английского «pussy», так и о созвучии «пусси» нежным русским словам, что создаёт напряжение между этим словом и грубым и агрессивным «riot».

## История
Идея создания арт-проекта возникла в марте 2011 года как результат дискуссии художниц на тему панк-феминистского движения Riot Grrrl. Также, по словам участницы коллектива Надежды Толоконниковой «Когда мы создавали Pussy Riot, мы много смотрели роликов на YouTube отца Дмитрия Смирнова, где он, как известно, делал огромное количество мизогинных, гомофобных, сексистских, унизительных для женщин комментариев. И во многом реакцией именно на его позицию стало создание группы Pussy Riot». Датой основания коллектива считается 7 ноября 2011 года — день публикации в Интернете первого видеоклипа.
Арт-проект составляют художницы, которых в нём больше, чем актрис, журналисток, поэтесс и представительниц других профессий. Все участницы действуют на условиях строгой анонимности и выступают под псевдонимами, которыми, к тому же, часто обмениваются между собой. На выступлениях и при общении с представителями СМИ они носят, как правило, закрывающие лица вязаные балаклавы ярких цветов.
Участницы арт-проекта формулируют свою общественно-политическую программу следующим образом: феминизм, борьба с правоохранительными органами, защита ЛГБТ-сообщества, антипутинизм, радикальная децентрализация органов власти в России, спасение Химкинского леса и перенос столицы России в Восточную Сибирь.
Участницы устраивали акции в общественном транспорте Москвы, включая станции московского метро («Отрадное», «Сходненская», «Аэропорт», «Нахимовский проспект», «Тверская», «Черкизовская», «Текстильщики», «Боровицкая») и крышу троллейбуса.
Ещё одно выступление прошло на крыше здания, расположенного напротив спецприёмника МВД № 1, где содержались административно задержанные участники выступлений против фальсификаций на выборах в Госдуму 2011 года.
Другие места проведения акций включают Лобное место на Красной площади, придел Богоявленского кафедрального собора в Елохове, храм Христа Спасителя, сооружения нефтегазопровода рядом с газовым факелом и нефтяными вышками, крыша бензозаправки и верх железнодорожной цистерны для транспортировки нефтепродуктов.
Выбор площадок был вызван стремлением обратиться к максимально широкой аудитории и сломать традиционные представления о роли музыкантов и их восприятия слушателями.
3 марта 2012 года по обвинению в хулиганстве в связи с акцией (которую группа называет «панк-молебном») в храме Христа Спасителя, были арестованы Надежда Толоконникова и Мария Алёхина, а 16 марта — Екатерина Самуцевич. Арестованные женщины вначале опровергали своё участие в группе Pussy Riot и заявляли, что не участвовали в акции в храме, однако в прениях на суде обвиняемые этого уже не отрицали.
В ходе прений и в последнем слове участницы настаивали на том, что у них не было умысла оскорблять чувства верующих, и что их действия были вызваны исключительно политическими соображениями.
Все арестованные были обвинены в хулиганстве по мотивам религиозной вражды и приговорены по статье «Хулиганство» (ч. 2 ст. 213 УК РФ) к двум годам лишения свободы в колонии общего режима. Вынесение обвинительного приговора стало беспрецедентным российским событием последних лет, получившим небывалый общественный резонанс как внутри страны, так и во всём мире.
10 октября 2012 года Мосгорсуд оставил приговор Толоконниковой и Алёхиной без изменения, а наказание Самуцевич заменил на условное и освободил её в зале суда, в связи с тем, что она практически не участвовала в самом «панк-молебне», поскольку была задержана охраной на солее сразу после начала акции.
Международная правозащитная организация «Международная амнистия» признала арестованных узницами совести.
В августе 2012 года «панк-молебен» Pussy Riot был выдвинут на премию Кандинского в категории «Проект года», однако не попал в окончательный список номинантов.
В сентябре 2012 осуждённые участницы первыми в России получили «Премию мира» имени Джона Леннона, присуждаемую защитникам прав человека и мира.
В октябре 2012 года британский журнал ArtReview опубликовал Топ-100 наиболее влиятельных людей в современном искусстве, в котором самая высокая позиция у выходцев из России — 57-е место в списке — оказалась занята арт-активистами Pussy Riot.
В ноябре 2012 года Pussy Riot заняла 16-е место в рейтинге 100 самых влиятельных мыслителей года по версии журнала Foreign Policy. Другие известные представители России Евгений Касперский и Алексей Навальный заняли 40-е и 45-е места соответственно.
В декабре 2012 года осуждённые участницы Pussy Riot вошли в список самых впечатляющих людей года по версии американского новостного портала Business Insider, заняв в списке 15-е место из 20. Главным достижением акционисток издание называет не само выступление в храме Христа Спасителя, а хладнокровие, с которым они встретили «чрезмерную реакцию со стороны путинского аппарата».
15 января 2014 года Pussy Riot были номинированы на музыкальную награду NME Awards в категориях «Герой 2013 года» и «Музыкальный момент года» (освобождение участниц), а в противоположной номинации «Злодей года» был представлен Владимир Путин.
23 декабря 2013 года, за два месяца до окончания срока заключения, Надежда Толоконникова и Мария Алёхина вышли на свободу по амнистии. Они назвали такой шаг Госдумы «показательной амнистией перед Олимпиадой».
22 июля 2017 года Мария Алёхина в арт-пространстве «Интимное место» (Санкт-Петербург) презентовала свою книгу Riot Days, рассказывающей о панк-молебене в Храме Христа Спасителя, от том как устроен отечественный арт-протест, и о том что испытывают женщины в российских тюрьмах.
В ноябре 2012 года в прессе появилась информация, что бренд Pussy Riot стал предметом конфликта между женой адвоката Фейгина Натальей Харитоновой и одной из участниц группы Екатериной Самуцевич. Харитонова пыталась запатентовать соответствующий бренд, чтобы выпускать одежду и игрушки. Впоследствии Роспатент отказал ей в этой возможности.
В апреле 2019 года Pussy Riot дали концерт в Бразилии. Местная пресса раскритиковала выступление, отметив, что на нём присутствовало всего 700 человек и вместо музыки со сцены звучали политические речи.
В 2019 году по решению ЕСПЧ Россия выплатила участницам группы 37 тыс. евро за нарушение их прав по делу о танцах в храме Христа Спасителя.
В декабре 2020 года участницу Pussy Riot Риту Флорес арестовали на 20 суток за участие в акции против полицейского насилия «Осторожно, хрупкое!». Акция прошла 28 ноября 2020 года на Манежной площади в Москве. Рита Флорес и Мария Алёхина, нарядившись в русские национальные костюмы, привязали скотчем к столбу возле Государственного исторического музея художника Фархада Исраффили-Гельмана в форме омоновца. Алёхину на этой акции также задержали.
В июне 2021 года Дорогомиловский суд Москвы арестовал на 15 суток участницу группы Pussy Riot Веронику Никульшину. Суд признал Никульшину виновной по ч. 1 ст. 19.3 КоАП РФ («Невыполнение требований сотрудников полиции»).
18 сентября 2024 года МВД объявило в розыск участниц Pussy Riot Марию Алёхину, Ольгу Борисову, Диану Буркот, Алину Петрову, Тасо Плетнер. По информации ТАСС, дело в их отношении может быть заведено по статье, касающейся финансирования терроризма.

## Состав
Участницы движения выступают под псевдонимами. Известны лишь некоторые из них: «Балаклава», «Белка» («Squirrel»), «Блонди», «Вожжа», «Воробей» («Sparrow»), «Гараджа» («Garadzha Matveyeva»), «Кот», «Манько», «Похлёбка», «Серафима», «Терминатор», «Тюря», «Шайба», «Шляпа», «Шумахер». Участницы утверждают, что часто меняются именами друг с другом. По их словам, анонимность и скрывающие лица маски были заложены в образ группы, чтобы избежать фиксации публики на конкретных личностях. В группе отсутствует постоянный состав, предполагается свободное вступление в неё, утверждалось также, что возможны выступления в образе Pussy Riot любых других участниц, разделяющих взгляды движения.
Однако в апреле 2012 года была подана заявка на регистрацию наименования группы в качестве товарного знака, что, по заявлению адвоката Pussy Riot Николая Полозова, было сделано для защиты от дискредитирующего использования наименования группы.
В феврале 2012 группа состояла из десяти непосредственно выступающих музыкантов и нескольких десятков помощников.
После «панк-молебна» на праворадикальных сайтах появились персональные данные женщин, которых публикаторы относят к участницам группы. Публикации сопровождались призывами к расправе. Реакции властей на эти призывы не последовало.

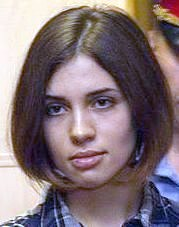
Надежда Толоконникова в Таганском районном суде, Москва

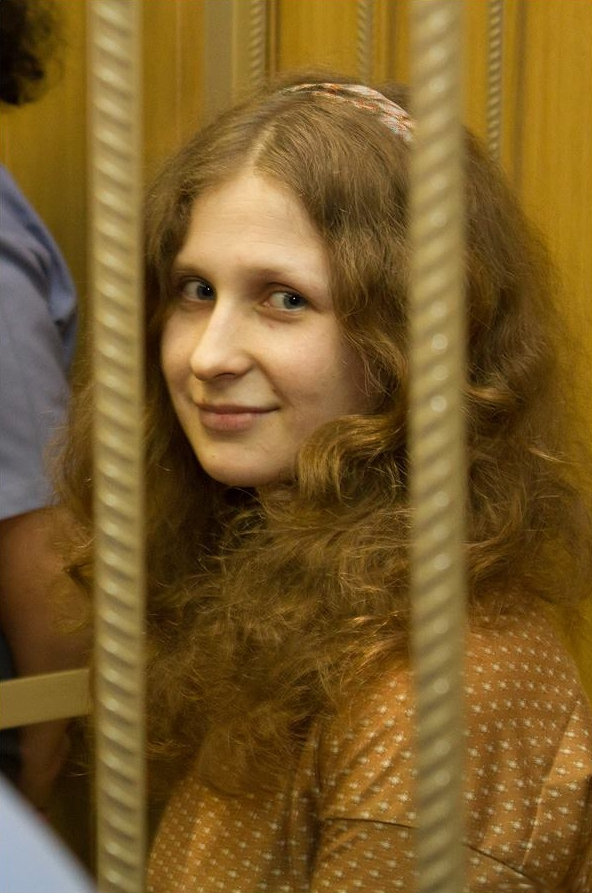
Мария Алёхина

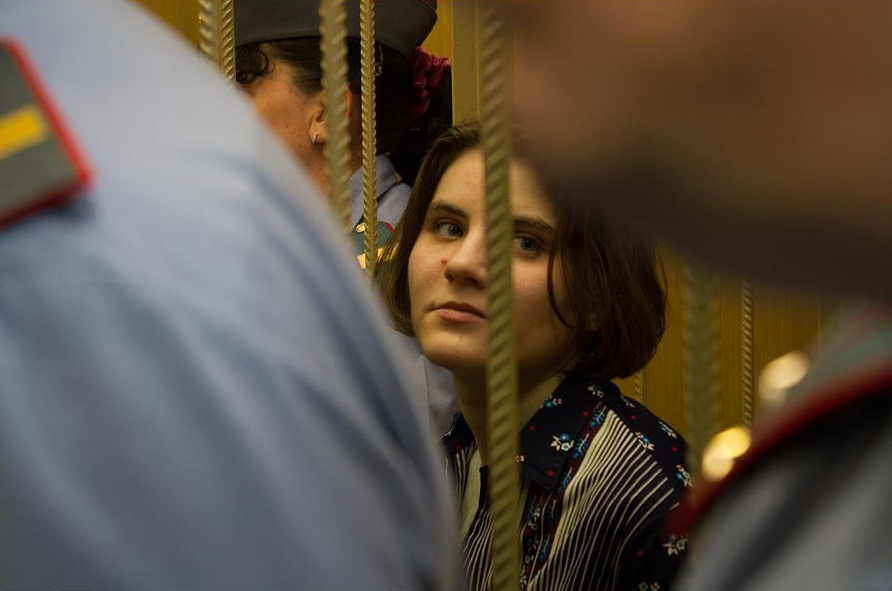
Екатерина Самуцевич

### Некоторые участницы
По обвинению в хулиганстве во время акции в храме Христа Спасителя были задержаны и осуждены следующие три участницы:

#### Надежда Толоконникова
Надежда Андреевна Толоконникова — родилась 7 ноября 1989 года в Норильске, студентка 5-го курса Философского факультета МГУ, замужем за художником Петром Верзиловым. Дочери Надежды и Петра Гере на момент ареста было четыре года. Оба супруга — бывшие участники арт-группы «Война» и её «московской фракции», участвовавшие в большинстве громких акций «Войны», включая акцию 2008 года в Государственном биологическом музее имени К. А. Тимирязева, разбрасывание тараканов в здании Таганского суда в 2010 году (акция «Тараканий суд», которая, по мнению адвоката Николая Полозова, могла стать причиной предвзятости в рассмотрении жалобы на арест судьёй в Мосгорсуде 14 апреля 2012 года) и акцию — лауреата премии «Инновация» — рисование фаллоса на Литейном мосту напротив здания ФСБ в Санкт-Петербурге.

#### Мария Алёхина
Мария Владимировна Алёхина (родилась 6 июня 1988) — студентка 4-го курса Института журналистики и литературного творчества, мать сына Филиппа. Также бывшая участница арт-группы «Война» и её «московской фракции». Мария с декабря 2008 года участвовала в акциях Гринпис по спасению заказника «Большой Утриш», а в 2009—2010 годах — по защите озера Байкал и Химкинского леса. Мария — активный волонтёр благотворительного добровольческого движения «Даниловцы», проводила волонтёрские творческие и развивающие занятия с пациентами Детской психиатрической больницы № 6 Москвы.
Является вегетарианкой.

#### Екатерина Самуцевич
Екатерина Станиславовна Самуцевич (родилась 9 августа 1982) — по окончании Московского энергетического института работала программистом в оборонном концерне «Моринформсистема-Агат» (в том числе два года участвовала в разработке программного обеспечения для подводной лодки К-152 «Нерпа»), после ухода из концерна продолжила работу программиста в качестве фрилансера. В 2009 году окончила Московскую школу фотографии и мультимедиа имени Родченко.
Также принимала участие в акциях арт-группы «Война» и потом в её «московской фракции».

## Политические взгляды

Группа использует на своём флаге символ феминизма — кулак, вписанный в зеркало Венеры

Участницы группы считают себя частью «третьей волны феминизма» и обозначают свои взгляды как «левый антиавторитаризм». Толоконникова отмечала в интервью, что группа считает себя «частью западного антикапиталистического движения, которое составлено анархистами, троцкистами, феминистами и автономами».
Группа имеет продуманное в философском и религиозном аспектах мировоззрение; критикует диктатуру, шовинизм и культ силы и пропагандирует свободу мышления и творчества, нонконформизм и приоритет личности перед государственной машиной.
Участницы выступают за права женщин и гендерную свободу, под которой подразумевают отказ от противопоставления гетеросексуальности и гомосексуальности и борются против авторитаризма и отражающих его традиционных гендерных ролей в деспотической семье, предполагающих фиксацию женщин на физической привлекательности, а мужчин — на коммерциализации женского тела и закрепощении женщин в семье.
Участницы поддерживают протестующих против фальсификации выборов в 2011 году, выступают за отставку В. В. Путина, которого считают «символом патриархальных взглядов и сексизма» — по их словам, он не раз утверждал, что основная задача женщин — деторождение и нахождение в пассивной позиции по отношении к мужчинам. Также участницы выступают за освобождение политзаключённых, против закона о запрете пропаганды гомосексуализма и против закона, ограничивающего аборты.
Среди деятельниц феминизма, которых участницы считают своими идеологическими авторитетами — Симона де Бовуар, Андреа Дворкин, Эммелин Панкхёрст, Суламифь Файрстоун, Кейт Миллет, Рози Брайдотти, Джудит Батлер.

### Правозащитная деятельность
Оказавшиеся в неволе (см. Дело Pussy Riot) участницы группы продолжили свои протестные действия. Объектом акций стали нарушения прав человека в местах лишения свободы. Сведения об этих акциях, а также собранные участницами свидетельства о нарушениях прав человека широко освещены в СМИ:
| Акции |                                                                                        |
| - Голодовка Алёхиной и Толоконниковой во время следствия в марте 2012 года в Москве. - Примирительное письмо Алёхиной из СИЗО. - Жалоба в ЕСПЧ № 38004/12 «Мария Владимировна Алёхина и другие против России» подана 19 июня 2012. - Голодовка в мае 2012 года Самуцевич с протестом против содержания под стражей и давления, оказываемого на неё сокамерницами. - Голодовка в июне-июле 2012 года Алёхиной, Самуцевич и Толоконниковой во время содержания под стражей с протестом против несправедливости следствия. - Письмо в адрес генерального секретаря ООН. - Письмо к российской общественности. - Алёхина пожаловалась суду на шантаж со стороны Русской Православной церкви. - Письмо Алёхиной от 30.10.2012 из пермского СИЗО № 5 в адрес руководителя Пермского регионального правозащитного центра. - На шестом заседании суда в Березниках 07.02.2013 Алёхина заявила, что намерена отстаивать права осуждённых россиян в ЕСПЧ, а также выразила уверенность в необходимости реформирования пенитенциарной системы в РФ. - Жалоба Алёхиной на условия содержания в женской исправительной колонии № 28 в Березниках в Пермском крае. - Алёхина подала в суд на руководство ИК-28. - Голодовка Алёхиной в знак протеста против условий содержания в ИК-28. Голодовка была прекращена после того, как администрация колонии выполнила её условия. - Жалоба Алёхиной от 24.05.2013 передана в Общественную наблюдательную комиссию по осуществлению общественного контроля за обеспечением прав человека в местах принудительного содержания Пермского края. - Обращение к британцам. - Жалоба от 02.07.2012 Генеральному прокурору на многочисленные нарушения, допущенные следствием по делу. - Голодовка Самуцевич и Толоконниковой в знак протеста против ограничения сроков ознакомления с уголовным делом. - Письмо Алёхиной с этапа (из ИК-28 в Березниках в СИЗО-2 Соликамска) в журнал The New Times. - Жалоба Алёхиной на администрацию нижегородской ИК-2, которая изъяла и публично сожгла адресованные девушке письма. - Голодовка Толоконниковой, отбывавшей наказание в женской исправительной колонии № 14 (посёлок Парца, Мордовия). Утром 23 сентября 2013 года она заявила, что начинает голодовку и отказывается от работы в швейном цехе колонии — в связи с массовым нарушением прав осуждённых женщин на производстве. Одновременно Толоконникова подала обращение в Следственный комитет по поводу того, что ей угрожает убийством заместитель начальника колонии, а также передала в информационное агентство «Интерфакс» открытое письмо, в котором объяснила, почему вступила в открытое противостояние с руководством ИК-14. 1 октября 2013 года Управление ФСИН по Республике Мордовия сообщило, что Толоконникова прекратила голодовку, продлившуюся девять дней, после обещания перевести её в другую колонию. - Защита осуждённой Толоконниковой обратилась в Генеральную прокуратуру России с требованием провести комплексную проверку колонии № 14 в Мордовии на предмет нарушения прав женщин. - Открытое письмо Толоконниковой от 11 октября 2013 года из лагерной больницы ЛПУ-21 (посёлок Барашево, Мордовия). - 18 октября 2013 года Толоконникова возобновила ранее прекращённую голодовку. В редакцию «Новой газеты» передано письмо Толоконниковой от 18 октября 2013 года из ИК-14, которое было направлено в СПЧ. - Жалоба Алёхиной о необоснованно длительном содержании осуждённой с грудным ребёнком в спецавтомобиле при её конвоировании из нижегородского СИЗО-1 в нижегородскую ИК-2. - Алёхина написала письмо правозащитникам и заключённым. Опубликовано 06.12.2013. - «Комитет против пыток» проведёт проверку по жалобам Алёхиной о нарушениях в нижегородской ИК-2. - Письмо Михаилу Ходорковскому от Алёхиной и Толоконниковой. - Авторы правозащитного проекта «Зона права» в ходе пресс-конференции в Москве на ТК «Дождь» ответили на вопрос RFI об уместности и эффективности международных санкций в отношении российских чиновников. - Толоконникова написала письмо в защиту одной из заключённых (Вики Дубровиной), которое опубликовало американское издание The Huffington Post. - Обращение: «Вместе мы способны побеждать равнодушие и чёрствость» - Важно ваше мнение. - Алёхина и Толоконникова посетили нижегородскую ИК-2. |                                                                                        |
| | Этот раздел нужно дополнить. Пожалуйста, улучшите и дополните раздел. (3 февраля 2014) |

| Свидетельства о нарушениях прав человека |                                                                                        |
| - Письмо Алёхиной из женского СИЗО-6 от 12 марта 2012. - Письмо патриарху Кириллу. - Голос из-за колючей проволоки. - В программе «БибиСева» Пётр Верзилов рассказал о жизни женщин-заключённых в мордовском лагере (опубликовано 23 сентября 2013). - «Но её случай не единичный: подобное происходит там каждый день вот уже 80 лет». - Бывший юрист ЮКОСа Светлана Бахмина подтвердила заявление участницы группы Pussy Riot о многочисленных нарушениях прав человека в ИК № 14. - Бунт в одиночке. Интервью Надежды Толоконниковой. - Наталья Мануйленкова: «Избивали не только руками, но и палками». - Кира Сагайдарова — коллега по организации рассказала прессе об ужасах колонии, в которой она отбывала наказание. - Бывшие заключённые ИК-2 подтвердили слова Толоконниковой о мордовских лагерях. - Исповедь заключённой (мордовская ИК-2). - Открытое письмо Алёхиной (опубликовано 11.11.2013). - В Госдуму с официальным заявлением пришла Галина Стефанова, которая провела в злосчастной колонии три года. - Наталья Таракина рассказала об условиях труда и быта заключённых в исправительных учреждениях Мордовлага. - Алёхина, специально для The New Times. - С бывшей участницей панк-группы беседовал корреспондент Би-би-си Дэниел Сэндфорд (опубликовано 28 декабря 2013). - Женщина во 2-й колонии Мордовии умерла. Её вынесли с этой фабрики, на которой они работают по 16 часов, буквально вперёд ногами, на носилках. |                                                                                        |
| | Этот раздел нужно дополнить. Пожалуйста, улучшите и дополните раздел. (3 февраля 2014) |

## Творчество

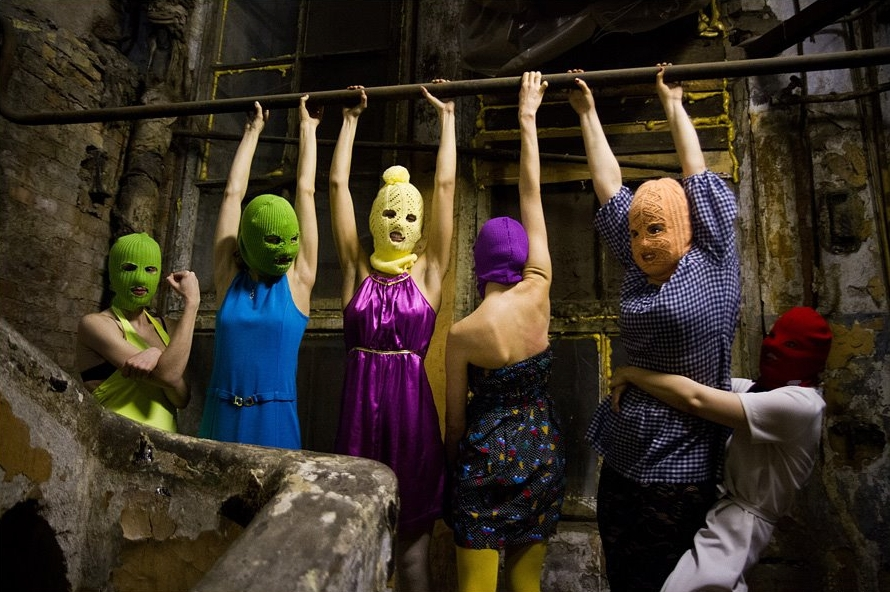
Репетиция Pussy Riot, февраль 2012

Каждую из своих акций группа сопровождает либо «нелегальным туром», состоящим из серии выступлений, включающих в себя необычное освоение пространства и живое исполнение песни под аккомпанемент электрогитары, либо единственным выступлением в таком же формате. Несанкционированность участницы считают необходимым условием выступлений и сущностным компонентом своего творчества.
Съёмки выступлений затем используются для создания видеороликов с наложением студийной аудиозаписи, публикуемых затем на YouTube. Тексты и музыку пишут совместно все участницы группы.
«Нелегальные туры» группы активно проводились в Москве с осени 2011 года до февраля 2012 года. После ареста трёх участниц группы в марте 2012 года первое выступление двух женщин, одетых в яркие платья и балаклавы, прошло 19 июня 2012 года на Вацлавской площади в Праге. Директор чешской неправительственной организации «Opona» Павла Кантнерова подтвердила, что выступавшие являются оставшимися на свободе участницами движения Pussy Riot.
Своими предшественницами в истории искусства и феминизма Pussy Riot считают суфражисток, Эммелин Панкхёрст и её соратниц, эсерок, советских авангардных художниц Степанову, Мухину, Розанову — с их попыткам противостояния мачизму в искусстве, Нину Хаген, ОРЛАН (фр.), Сару Лукас, Guerrilla Girls, Валери Соланас, Катрин Брейя, Веру Акулову.

### «Освободи брусчатку»
Исполнение записанной в октябре 2011 года песни «Освободи брусчатку» сопровождало первый нелегальный тур группы. Песня была посвящена выборам в Государственную думу 4 декабря 2011 года и содержит слова «Египетский воздух полезен для лёгких // Сделай Тахрир на Красной площади // Проведи буйный день среди сильных женщин // Поищи на балконе лом, освободи брусчатку», предвосхитившие декабрьские митинги в Москве.

### «Кропоткин-водка»
Исполнение песни, также посвящённой предстоявшим декабрьским выборам в Государственную думу, проходило в ноябре 2011 года в модных магазинах, барах и других «местах скопления богатых».

### «Смерть тюрьме, свободу протесту»
Песня «Смерть тюрьме, свободу протесту» исполнялась 14 декабря 2011 года на крыше спецприёмника № 1 Москвы, где содержались протестовавшие граждане РФ, подвергшиеся административному аресту после прошедшего 5 декабря митинга против результатов выборов в Государственную думу, в том числе политики Илья Яшин и Алексей Навальный. Песня содержит такие слова: «Прямое действие — будущее человечества // ЛГБТ, феминистки, защити отечество // Смерть тюрьме, свободу протесту!». Участницы группы называют это своё выступление одним из лучших, наравне с акцией на Лобном месте Красной площади.

### «Путин зассал»

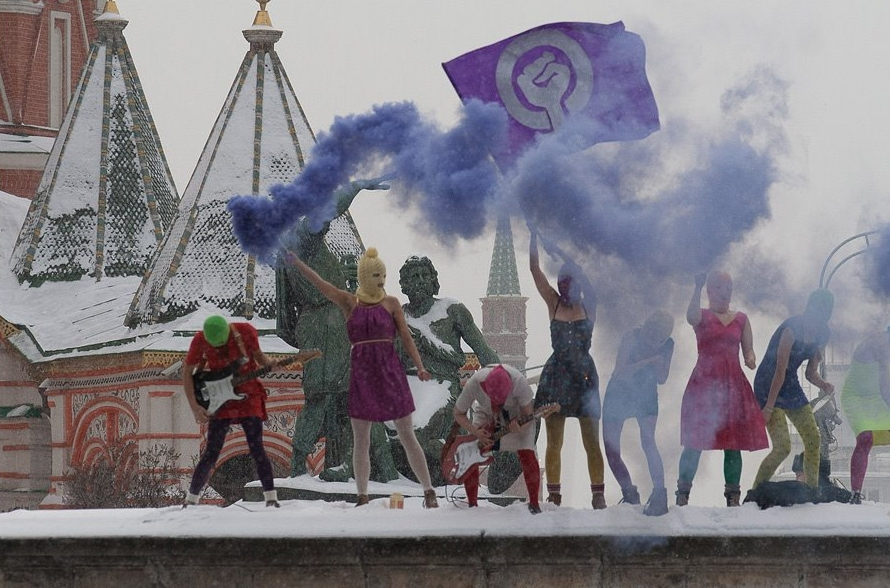
Pussy Riot проводит акцию «Путин зассал»

20 января 2012 года песня «Бунт в России — Путин зассал» (краткое название — «Путин зассал») была исполнена на Лобном месте Красной площади. Это была самая большая по количеству участниц акция: на Лобное место взошли восемь молодых женщин. Позже все они были задержаны Федеральной службой охраны, две участницы подверглись административному штрафу.
Площадка была выбрана из-за близости к Кремлю — символу власти и как продолжение традиций акционизма 1990-х годов на Красной площади (включая акцию «Движения Э. Т. И.» 1990 года), а также в память акции «За вашу и нашу свободу» 1968 года (тогда к Лобному месту также вышли восемь человек). Сама песня «Бунт в России — Путин зассал» была вдохновлена митингом 24 декабря 2011 года на проспекте Академика Сахарова в Москве. По словам Шайбы — участницы группы — стотысячный митинг сопровождался полётами вертолётов и приведением в готовность войск вокруг Москвы, что говорило о том, что режим, символом которого является Путин, в тот день «зассал».
2 июля 2012 года оставшиеся на свободе участницы движения выступили в ходе концерта американской группы «Faith No More» в московском клубе «Stadium Live», прокричав слова песни «Путин зассал» и добавив к ним фразу: «Президент Путин зассал, бросил наших сестёр в тюрьму!» Завершая концерт исполнением песни «We Care a Lot», солист «Faith No More» Майк Паттон выразил свою поддержку Pussy Riot, появившись на сцене в оранжево-зелёной балаклаве и футболке с символическим изображением участницы Pussy Riot.

### «Богородица, Путина прогони!»

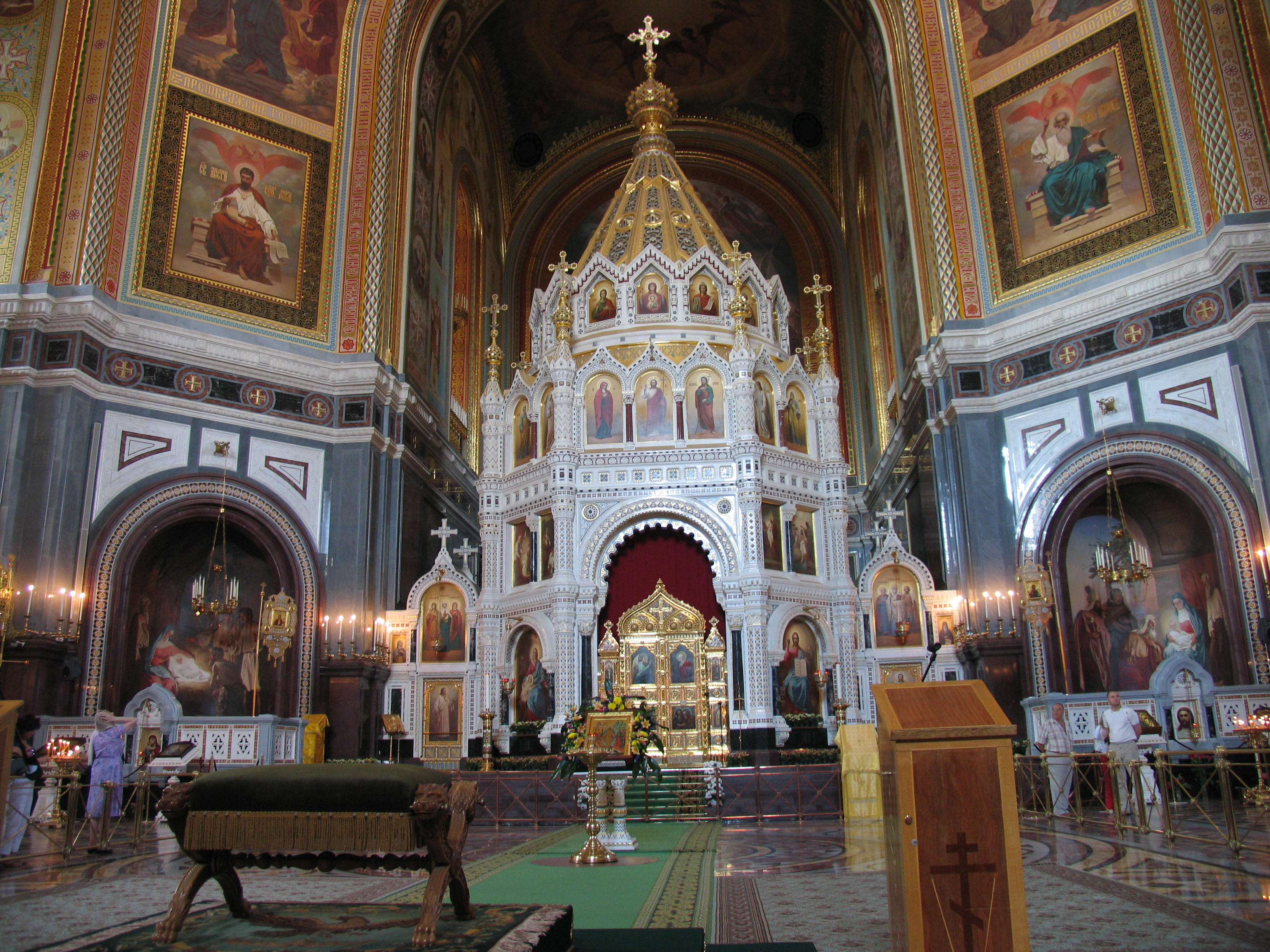
Интерьер храма Христа Спасителя, в котором состоялся второй эпизод «панк-молебна»

Акция, которую группа назвала панк-молебном «Богородица, Путина прогони», состояла из двух эпизодов. Съёмка первого эпизода состоялась 19 февраля 2012 года в Богоявленском соборе в Елохове, второго — 21 февраля 2012 года в храме Христа Спасителя. Эти два эпизода были использованы для создания видеоролика с наложением студийной аудиозаписи. Публикация видеоролика в Интернете повлекла возбуждение уголовного дела.
В Богоявленском соборе во время, когда служба в нём не велась и прихожан было немного, участницы группы сначала выступали без звука, а как только «начали что-то кричать», были замечены и выведены охранниками из придела.
По словам протоиерея Всеволода Чаплина, этот эпизод не получил широкого освещения в СМИ, так как «девушки не успели пропеть кощунственные слова».
В храме Христа Спасителя участницы поднялись на амвон и солею храма, где в течение 20—23 секунд совершали характерные «панковские» движения, символизирующие протест, осеняли себя крестным знамением, стоя на коленях, а в остальное время пытались произнести слова песни, пока не были удалены охранниками. В целом нахождение на амвоне продолжалось 41 секунду.
По словам ключаря храма, осквернения алтаря не было и повторное освящение храма не потребовалось.
Песня «Богородица, Путина прогони!» критикует связь руководства Московского патриархата, включая патриарха Кирилла, со спецслужбами («Чёрная ряса, золотые погоны», «Глава КГБ, их главный святой // Ведёт протестующих в СИЗО под конвой») и Путиным («Патриарх Гундяй верит в Путина. Лучше бы в Бога, сука, верил»).
По мнению Марка Фейгина — адвоката участниц, в тексте песни нет обсценной лексики и «никаких откровенно оскорбительных призывов». В свою очередь, глава Синодального отдела по взаимодействию Церкви и общества и член Общественной палаты Российской Федерации протоиерей Всеволод Чаплин утверждает, что в тексте песни присутствует оскорбление православных верующих, которое, по его мнению, выражено в словах песни «Все прихожане ползут на поклоны», и в упоминании бранных слов рядом с именем Господа (в тексте песни повторяются слова «Срань, срань, срань Господня»).
Впоследствии видеоролик стал материалом для экспертизы по уголовному делу против трёх участниц группы.
По словам участниц группы, к проведению акций их побудили высказывания патриарха Кирилла о том, что «Путин исправил кривизну истории», цитирование им путинской фразы про «раба на галерах», его предполагаемая связь с КГБ, а также политическое и коммерческое использование храма Христа Спасителя.
29 ноября 2012 года постановлением Замоскворецкого суда города Москвы видео, снятое в храме Христа Спасителя 21 февраля 2012 года во время проведения панк-молебна, а также другие видеоролики с различными акциями Pussy Riot были признаны экстремистским. 30 января 2013 года постановление суда приняло законную силу.
Песня исполнялась на акциях в поддержку Pussy Riot, в том числе экологическим активистом Евгенией Чириковой на «судебном фестивале» 20 июня 2012 году у Таганского суда Москвы и группой сторонников Pussy Riot на акции в Екатеринбурге 23 июля 2012 года.
Кавер-версии записали американская группа «Anti-Flag», а также российская группа «Барто» совместно с «Трэш-шапито КАЧ».
«Anti-Flag» — «Punk-Prayer „Virgin Mary, Put Putin Away“»
В июне 2012 года американская панк-группа «Anti-Flag» записала кавер-версию песни «Богородица, Путина прогони!» под названием «Punk-Prayer „Virgin Mary, Put Putin Away“». Музыканты записали песню в поддержку своего требования немедленно освободить преследуемых властями участниц Pussy Riot, которые, по их мнению, «воплощают дух панк-рока, который сообщает власти правду».
«Барто» с участием «Трэш-шапито КАЧ» — «Кісья ересь»
В июле 2012 года вышел сингл «Кісья ересь», записанный российской группой «Барто» совместно с «Трэш-шапито КАЧ». Четырёхминутная песня представляет собой кавер-версию песни Pussy Riot с некоторыми модификациями текста (например, «Богородица, дево, Путина прогони» заменено на «…Кесаря прогони»), и дополненную речитативом, в гротескной форме описывающим конфликт между руководством РПЦ и Pussy Riot: «…анафемы так и летят из-под рясы: Pussy Riot — хула основ, сжечь на костре, если хватит дров… кисья ересь — за грехи наши, дай-ка им, Путин, „трёшечку“ возле параши».
Белорусская компиляция кавер-версий Pussy Riot
19 апреля 2012 года белорусский сетевой лейбл «HAZE Netlabel» выпустил компиляцию кавер-версий песни Pussy Riot «Богородица, Путина прогони!».
В компиляции приняли участие белорусские экспериментальные проекты «Fat Not Dead», «Cyber Grind Robots», «Kritchev vs. Ban», «Ban vs Banker», «Karaoke Vomit», «Spit It Out» и «Aortha».

### «Путин зажигает костры революций»
17 августа 2012 года, в день оглашения приговора трём участницам движения, Pussy Riot представила песню «Путин зажигает костры революций». Песню исполнила с балкона дома, находящегося напротив Хамовнического суда, где оглашали приговор, одна из находящихся на свободе участниц группы. В тот же день песня была опубликована на сайте британской газеты The Guardian и на YouTube. Песня была создана как ответ на ожидавшийся приговор, и содержит слова «Путин зажигает костры революций», призыв «Свергай чекистов лучше и чаще» и заканчивается обращением к Путину «Арестуй по „6-му мая“ весь город», «Запрети кричать, клеветать и гулять» и предложением «взять себе в жёны» батьку Лукашенко, а также сжиганием портрета Путина.

### «Как в красной тюрьме»
В июле 2013 года мишенью видеоклипа «Как в красной тюрьме» стал президент госкомпании «Роснефть» Игорь Сечин. В ролике активистки в балаклавах, забравшись, при безучастном отношении охраны, на крышу фирменной АЗС, изображают захват нефтяных объектов России и поливают портрет главы корпорации чёрной субстанцией, напоминающей нефть. Съёмки клипа проходили в Москве, Казани и Мордовии. Смысл произведения, по опубликованным мнениям, состоит в протесте против зависимости России от экспорта нефти.

### «Путин научит тебя любить родину»
Очередную акцию под названием «Путин научит тебя любить родину», состоявшую из нескольких выступлений, участницы провели в Сочи во время проведения там Зимних Олимпийских игр в 2014 году.
Съёмки выступлений использованы для создания видеоролика с наложением студийной аудиозаписи, опубликованного затем на YouTube.
Международный олимпийский комитет осудил действия панк-группы, назвав её акции в Сочи «постыдными и неуместными», так как Олимпиада — не платформа для выражения политических взглядов.

### «Чайка»
3 февраля 2016 года вышел в свет видеоклип «Чайка», посвящённый «российской государственной мафии». В сатирическом клипе одетая в прокурорский мундир солистка группы Надежда Толоконникова изображает генерального прокурора России Ю. Я. Чайку.

### «Милиционер вступает в игру»
15 июля 2018 года на московском стадионе «Лужники», где проходил финальный матч чемпионата мира по футболу, была осуществлена акция «Милиционер вступает в игру», посвящённая политическим заключённым и незаконным арестам на антиправительственных митингах в России. Четверым участникам акции удалось перебраться через ограждения и выбежать на поле, прервав игру. Они были остановлены лишь в центре поля. Интернет-издание «Газета.ру» сообщила, что участники акции были одеты в милицейскую форму, и представила фотоотчёт, из которого следует, что один из них был мужского пола. Интернет-издание «Meduza» со ссылкой на интернет-издание «Медиазона», издателем которого является Пётр Верзилов, сообщило, что в акции участвовали Пётр Верзилов, Ольга Курачева, Ольга Пахтусова и Ника Никульшина.
На своей странице в социальной сети Facebook группа Pussy Riot заявила, что эта акция посвящена одиннадцатилетию со дня смерти поэта Дмитрия Пригова, создавшего образы небесного Милиционера, который «высится как пример государственности», и земного Милиционера, который «делает всем больно», и что её участники требуют освобождения политических заключённых, прекращения уголовных дел за репосты и незаконных арестов на митингах, а также допущения политической конкуренции в стране.
Против участников группы полицией были возбуждены дела об административном правонарушении за незаконное ношение полицейской формы. Суд назначил задержанным за вторжение на поле в финале ЧМ-2018 по 15 суток административного ареста и 1,5 тыс. рублей штрафа за ношение полицейской формы. Сразу после освобождения все участники акции были вновь задержаны полицией, которая составила на них протоколы по статье 20.2 Кодекса Российской Федерации об административных правонарушениях за организацию или проведения публичного мероприятия без подачи уведомления.

### «Мама, не смотри телевизор»
24 декабря 2022 года был выпущен антивоенный клип. В нём использовались звуки сирен — оповещений о воздушных атаках городов Украины. Припев основан на словах пленного российского солдата-срочника, который в телефонном разговоре с матерью произнёс «Мама, здесь нет никаких нацистов, не смотри телевизор». Упоминаются российские военные преступления, цензура, отравления ядами оппозиционеров, спонсирование Западом этой войны через покупки энергоресурсов у России.

### «Swan Lake»
1 ноября 2023 года группа выпустила антивоенный клип на песню «Swan Lake» («Лебединое озеро»). Участницы коллектива определяют клип как «сказку-размышление на тему войны и её отпечатков в сознании детей». В клипе коллектив призывает прекратить травлю детей пропагандой фашизма и вернуть всех вывезенных из Украины детей на родину. Лейтмотивом клипа стала одна из тем Лебединого озера.

## Дело Pussy Riot

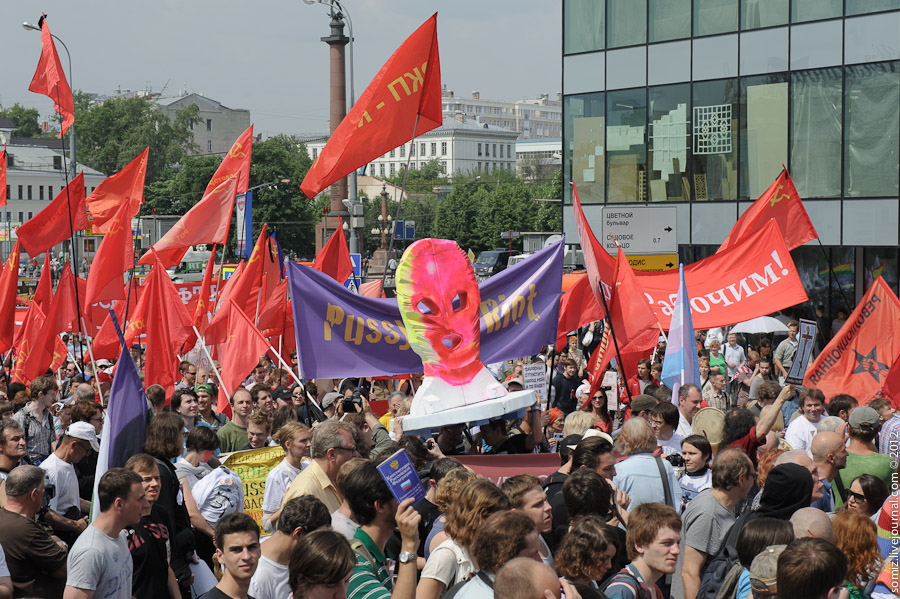
Акция в защиту осуждённых участниц группы, 12 июня 2012

26 февраля 2012 года в связи с «панк-молебном» «Богородица, Путина прогони!» участницы группы были объявлены в розыск по обвинению в хулиганстве.
3 марта 2012 года были арестованы Надежда Толоконникова и Мария Алёхина, а 16 марта — Екатерина Самуцевич.
До вынесения приговора суда их содержали под стражей. Как показал июльский опрос общественного мнения Левада-Центра, большинство россиян поддержало идею наказания участниц перформанса в диапазоне от штрафа до лишения свободы, причём лишь 16 % опрошенных поддержали заключение на срок более двух лет. 14 % опрошенных не требовали для девушек никакого наказания.
30 июля 2012 года в Хамовническом районном суде города Москвы началось рассмотрение дела по существу. 17 августа 2012 года участницы группы были признаны виновными в хулиганстве по мотивам религиозной ненависти и приговорены к двум годам лишения свободы с отбыванием наказания в исправительной колонии общего режима.
Мосгорсуд перенёс рассмотрение жалобы на приговор участницам панк-группы Pussy Riot на 10 октября 2012 года. Это решение было принято в связи с тем, что Самуцевич отказалась от услуг своего адвоката.
10 октября 2012 года Мосгорсуд оставил без изменения приговор для Толоконниковой и Алёхиной, а для Самуцевич заменил реальное наказание на условное.
23 декабря 2013 года Надежда Толоконникова и Мария Алёхина вышли на свободу по амнистии, принятой Госдумой к 20-летию российской Конституции. В дальнейшем девушки намерены отстаивать права заключённых, создав совместный проект «Зона права».

Мы больше не будем продолжать наши акции и использовать этот бренд. Нам сейчас не до панк-молебнов. Всю свою энергию мы направим на правозащитную деятельность. Теперь наше новое название — «Зона права». Причём, главное, чтобы зона действительно была права. У нас уже есть люди, которые готовы с нами работать. А группа Pussy Riot есть, она не переставала существовать.— Толоконникова
В июле 2014 года участницы группы Мария Алёхина и Надежда Толоконникова подали иск в Европейский суд по правам человека с требованием взыскать с России по 120 тысяч евро за моральный вред, причинённый им из-за уголовного преследования, а также компенсировать 10 тысяч евро судебных расходов.
В июле 2018 года Европейский суд по правам человека обязал российские власти выплатить трём участницам панк-рок-группы Pussy Riot 48 тысяч евро компенсации по делу о панк-молебне в Храме Христа Спасителя в 2012 году.

## Стиль, влияние, оценки творчества

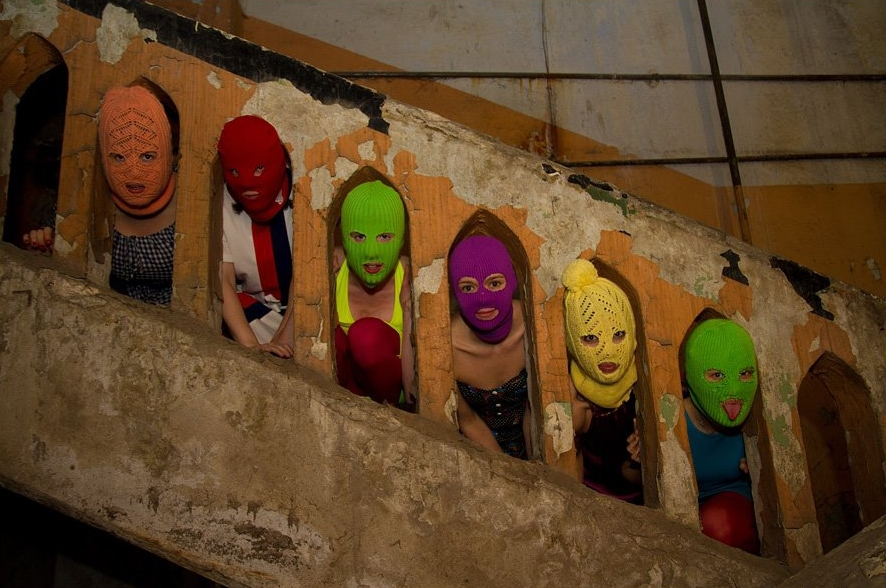
Репетиция группы Pussy Riot. Фотография Дениса Бочкарёва

По признанию участниц, среди их вдохновителей — американская панк-группа «Bikini Kill» и связанное с ней феминистское движение Riot Grrrl, участницы также утверждают, что получали положительные отзывы о творчестве Pussy Riot от бывшей ударницы «Bikini Kill» Тоби Вэйл и от участниц образованной бывшей вокалисткой «Bikini Kill» Кэтлин Ханной группы «Le Tigre». В опубликованном видеоролике в поддержку группы Кэтлин Ханна сказала: «Эти панк-рокеры-феминистки были бы нашими подругами, если бы жили по соседству». В то же время Pussy Riot подчёркивает уникальную несанкционированную форму своих концертов по сравнению с традиционно организованными коммерческими концертами «Bikini Kill» или с исполнением английской панк-группой «Sex Pistols» скандальной песни «God Save the Queen» на легально зафрахтованном судне.
Также некоторые участницы группы вдохновляются «музыкальной и социальной энергией» классических групп Oi!-панка начала 1980-х — «Angelic Upstarts», «Cockney Rejects», «Sham 69», сумевшие уловить, по мнению Pussy Riot, сущность панка, которую составляет агрессивный протест. Также в числе вдохновителей участницы называют группу чешских художников стрит-арт Ztohoven (англ.).
Музыкальный эксперт Максим Семеляк считает[когда?], что параллели с Bikini Kill бессмысленны, так как «музыка у Pussy Riot, очевидно, дело десятое», и, с современных позиций, Pussy Riot «лучше, потому что моложе».
По мнению украинского культуролога Надежды Парфан, деятельность Pussy Riot — не столько панк-музыка, сколько политический перформанс и феминистический акционизм.
Арт-критик Давид Рифф отмечает[когда?] высокую теоретическую подготовку участниц, но считает их художественный жест, включающий «сознательно плохо исполненные панковские песни» и редуцирующий тему городской интервенции, излишне упрощённым и не имеющим возможности для развития, но способным вдохновить других «для аналогичных и более сложных вещей».
Музыкальный обозреватель Борис Барабанов считает[когда?] присущее группе сочетание музыкальной и протестной деятельности вполне традиционным для панка и определяет музыкальный стиль как хардкор.
Обозреватель «BusinessWeek» Питер Саводник находит[когда?] в звучании группы «характерную энергетику Ramones».
Музыкальный критик Артемий Троицкий считает[когда?], что при идеологической близости к движению Riot Grrrl, по форме своих выступлений Pussy Riot близки к американской группе MC5, активно участвовавшей в политических акциях. Он говорил: «Pussy Riot — самая экзотическая рок-группа в мире. Они прославились, не записав ни одной песни, не сыграв ни одного концерта. В общем, много поводов для включения коллектива в книгу рекордов Гиннесса».
Искусствовед Андрей Ерофеев заявил[когда?] о своём восхищении группой: «Пока мужчины размахивают флагами и вздымают на политических акциях кулаки, выкрикивая лозунги, девушки протестуют артистично и мягко».
Музыкант Юрий Шевчук оценил[когда?] музыку группы словами «Девки молодцы. Как музыканты — забойная энергетика, слова жёсткие», назвав в то же время[какое?] «немного перебором» выбор храма как места акции.
Американская певица Мадонна заявила[когда?], что видит в девушках из Pussy Riot не только арт-перформеров и политических активистов, но и музыкантов, и что ей нравится их музыка.
Высказывались также и отрицательные оценки, в том числе и за пределами России.
Голландский рок-музыкант Гейс Йолинк назвал[когда?] участниц Pussy Riot героинями и заявил, что их акции достойны уважения. Он также заявил, что участниц группы гостеприимно встретят на фестивале «Zwarte Cross» в Ахтерхуке, в рамках которого они собрались выступить летом 2016 года.
Летом 2018 года Евгения Чудновец (ранее сама осуждённая за репост и оправданная после большой общественной кампании) подала жалобу в Главное управление по борьбе с экстремизмом Министерства внутренних дел Российской Федерации, в которой она просила проверить ролики группы Pussy Riot на экстремизм. По словам Чудновец, эти ролики могут разместить у себя по незнанию простые пользователи и поэтому она попросила власти дать оценку им и удалить, если в них есть экстремизм. Участница группы Мария Алёхина назвала обращение Чудновец классическим доносом.
Критик Атнер Хузангай:[когда?] «У нас же искусство плавное, спокойное, умиротворяющее — никакого скандала. С этой точки зрения, девушки из „Pussy Riot“ молодцы. Они, может быть, из себя ничего не представляют серьёзного, но они произвели такой скандал, что уже стали всемирно известными звёздами. Я не призываю совершать подобные действия, но какая-то умная и красивая провокация должна быть в творчестве. Без этого искусство неживое, не воспринимается вообще. Искусство должно провоцировать мысль, толкать человека к поступку. Важная функция искусства — раздражающая. Оно должно „царапать“ и тело, и душу»'.

## Роль Верзилова в группе
11 октября 2012 года Мария Алёхина и Надежда Толоконникова в своём письме, поступившем в распоряжение «Эха Москвы» заявили, что Пётр Верзилов (муж Толоконниковой) не является представителем или обладателем какой-либо роли в Pussy Riot: «Верзилов странным квазимошенническим образом оккупировал деятельность Pussy Riot… После нашего ареста он захватил представительство и принятие решений в Pussy Riot. Чего никто не мог делать согласно идеологии группы в принципе. Потому что легитимно представлять группу может только девушка в балаклаве. Кроме того, должность продюсера/промоутера/организатора не предусмотрена в антииерархической панк-группе. Все попытки занять подобную должность являются предательскими по отношению к панку и к Pussy Riot».

## В культуре

### Документальные фильмы
- 2012 — «Pussy Riot Avtozak» — режиссёр Таисия Круговых, короткометражка.
- 2012 — «Срок» — режиссёры Алексей Пивоваров, Павел Костомаров и Александр Расторгуев, приз клуба «Телепресса» Академии российского телевидения.
- 2012 — «Зима, уходи!» — режиссёры Алексей Жиряков, Дмитрий Кубасов, Елена Хорева и др., приз имени Георгия Жженова на фестивале фильмов о правах человека «Сталкер», а также ещё четыре приза.
- 2013 — «Показательный процесс: история Pussy Riot» — русско-британский фильм режиссёров Майка Лёрнера и Михаила Поздоровкина, специальный приз жюри фестиваля «Сандэнс»[191] и Премия британского независимого кино за лучший документальный фильм[192].

В декабре 2013 года этот фильм вошёл в лонг-лист пятнадцати номинантов на премию «Оскар» за лучшую документальную картину, но в список пяти финалистов не попал. Права на премьерный показ картины приобрёл американский телеканал HBO.
- 2013 — «Pussy versus Putin» — режиссёры Василий Богатов, Таисия Круговых и др., приз Амстердамского фестиваля документального кино (IDFA) за лучший документальный фильм средней продолжительности.
- 2013 — «Free Pussy Riot: The Movie» — режиссёр Наташа Фиссяк, номинация за лучший документальный фильм на Международном кинофестивале в Малибу[196].
- 2014 — «Pussy Riot и другие грехи» (Pussy Riot und andere Sünden). Германия-Швейцария, реж. Артем Деменок[197]

### Игровое кино
- 2013 — «Я бы их накормил блинами» — режиссёр Таисия Круговых, короткометражка.
- 2015 — камео в американском драматическом телесериале «Карточный домик» (третья серия третьего сезона).

### Мультсериалы
- 2012 — в мультсериале «Южный парк» эпизод под названием «Браслет для аплодисментов». В конце серии Иисус демонстрирует футболку с надписью «Free Pussy Riot» («Свободу Pussy Riot»).
- 2019 — Pussy Riot упоминаются в 18-м эпизоде 30-го сезона мультсериала «Симпсоны». По сюжету девочки-подростки поднимают бунт из-за того, что директор школы запретил им носить сандалии. Они надевают балаклавы и организовывают группу протеста под названием Bossy Riot[198][199].

## Нападения на участниц
Во время проведения акции в Сочи на участниц было совершено нападение казаками, а позже — хулиганами в Нижнем Новгороде и в Мордовии. По фактам насильственных действий проводились мероприятия по установлению личностей исполнителей.